# Keanu Staude
Keanu Staude (* 26. Januar 1997 in Bielefeld) ist ein deutscher Fußballspieler. Er steht seit der Saison 2023/24 bei Kickers Offenbach unter Vertrag.

## Werdegang
Staude begann im Alter von fünf Jahren beim TuS Ost Bielefeld Fußball zu spielen und kam im Jahre 2005 in die Jugendabteilung von Arminia Bielefeld. Als 13-Jähriger absolvierte er ein Probetraining beim FC Bayern München. Für die B-Jugend der Bielefelder absolvierte er 24 Spiele in der U-17-Bundesliga und erzielte dabei sieben Tore. Noch als B-Jugendlicher rückte er in die A-Jugend der Arminia auf, konnte aber den Abstieg der Bielefelder als Tabellenletzter nicht verhindern.
Am 15. Mai 2016 gab Staude sein Profidebüt für Arminia Bielefeld in der 2. Bundesliga. Er wurde in der Partie des letzten Spieltags beim Karlsruher SC für David Ulm eingewechselt und lieferte wenige Minuten später die Torvorlage zum Ausgleichstreffer durch Christopher Nöthe. Mit seinen beide Toren in den beiden letzten Spielen der Saison 2016/17 erregte Staude Aufsehen. An diese Leistung konnte er ebenfalls in der darauffolgenden Saison anknüpfen. Inzwischen ist es ihm gelungen sich als fester Bestandteil des Kaders durchzusetzen. Am 20. April 2018 konnte Staude seinen 50. Zweitligaeinsatz für die Arminia feiern.
Am 26. August 2016 wurde Staude in den Kader der U-20-Nationalmannschaft berufen. Dort gab er sein Debüt am 1. September 2016 in einem Freundschaftsspiel gegen Italien.
Nachdem sein Vertrag bei der Arminia ausgelaufen war, unterschrieb Keanu Staude zur Saison 2020/21 einen Einjahresvertrag mit Option bei den Würzburger Kickers, die zuvor in die 2. Bundesliga aufgestiegen waren. Nach drei Einwechslungen einigte er sich mit dem Verein kurz nach dem Jahreswechsel 2020/21 auf eine Vertragsauflösung.
Am 29. Januar 2021 wurde die Verpflichtung von Keanu Staude durch den TSV 1860 München bekannt gegeben. Nach eineinhalb Jahren, in denen Staude unter anderem aufgrund eines Sehnenrisses und einer Herzmuskelentzündung mehr als 200 Tage ausfiel wurde der zum Ende der Saison 2021/22 auslaufende Vertrag von Seiten des Vereines nicht verlängert.
In Folge seiner Herzmuskelentzündung blieb er die Saison 2022/23 vereinslos. Im Sommer 2023 wurde er vom Viertligisten Kickers Offenbach verpflichtet.